# Pantanodon madagascariensis
Pantanodon madagascariensis là một loài cá đã tuyệt chủng thuộc họ Poeciliidae. Nó là loài đặc hữu của Madagascar. Môi trường sống tự nhiên là sông và đầm lầy. Nó đã tuyệt chủng do mất môi trường sống.